# منطقة جالنا
جالنا رمزها «JN» (بالإنجليزية: Jalna)‏ ، هو تقسيم إداري لدولة الهند تتبع ولاية ماهاراشترا (بالإنجليزية: Maharashtra)‏ ، مركزها هو مدينة جالنا (بالإنجليزية: Jalna)‏ عدد سكانها حسب تعداد سنة 2001 هو 1,612,357 ، مساحتها 7,718 كم² وكثافة السكان 209 لكل كم² .